# Operationsentwurf Ost

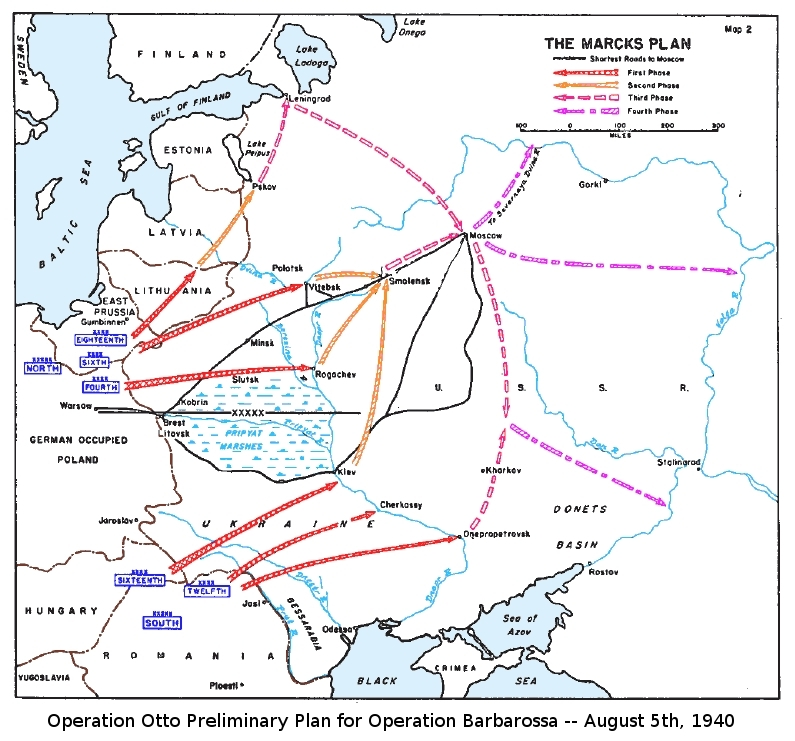
Operationsentwurf Ost

Der Operationsentwurf Ost (auch: Operationsstudie Marcks) war der am 5. August 1940 vorgelegte Operationsplan des Oberkommandos des Heeres (OKH) für den Krieg gegen die Sowjetunion und bildete die Grundlage für Hitlers Weisung Nr. 21 „Fall Barbarossa“. Vom Oberkommando der Wehrmacht (OKW) lag dagegen die Loßberg-Studie vor.

## Entstehung
Nachdem Hitler Mitte Juli seine Gedanken über einen Angriffskrieg gegen die Sowjetunion geäußert hatte, beauftragte Generalstabschef Franz Halder am 29. Juli 1940 Erich Marcks mit der Ausarbeitung. Am 1. August, 5. August und 6. August trug Marcks seine Gedankenentwicklung Halder vor. Der Marcksche Entwurf bildete die Grundlage für den späteren Operationsplan.
Marcks galt als Intellektueller mit einem „messerscharfen Verstand“.

## Inhalt
Marcks ging von defensivem Verhalten der Roten Armee aus, die Deutschland nicht den „Liebesdienst“ eines Angriffs erweisen werde. Er legte den Schwerpunkt in den Norden des durch die Prypjatsümpfe deutlich in einen nördlich und südlich getrennten Operationsraums. Der Hauptstoß des deutschen Heeres sollte auf Moskau über das sogenannte „Smolensker Tor“, die Landbrücke Minsk-Orscha-Smolensk, erfolgen. Zu besetzen waren Moskau und Leningrad als Rüstungszentren. Die Einnahme Moskau als politischer, geistiger und wirtschaftlicher Mittelpunkt würde den Zusammenhalt der Sowjetunion zerreißen. Dann sollten sich die Truppen nach Süden wenden und die Lebensmittel- und Rohstoffquellen der Ukraine und des Donezbecken erobern. Endziel war eine Linie unterer Don, mittlere Wolga und nördliche Dvina.
Die Gesamtstärke der Roten Armee schätzte er auf 151 Infanteriedivisionen, 32 Kavalleriedivisionen und 38 mechanisierte Brigaden, abzüglich der gegen Japan, die Türkei und Finnland gebundenen Kräfte rechnete er mit einer gegnerische Stärke von 96 Infanteriedivisionen, 23 Kavalleriedivisionen, 28 mechanisierten Brigaden und schloss auf eine deutsche zahlenmäßige Überlegenheit. Zusammen mit der qualitativen Überlegenheit werde die Rote Armee schnell erliegen und einmal durchbrochen werde sie nicht mehr zu einheitlichen Gegenmaßnahmen in der Lage sein.
Marcks veranschlagte für das Erreichen der Endlinie 9 bis 17 Wochen, die sich im Wesentlichen auf 3 Etappen verteilten: einen Vorstoß von 400 km in 3 Wochen bis zum Erreichen der Dnepr-Düna-Linie, das Durchstoßen dieser Linie 100–200 km tiefen Zone in 2 bis 4 Wochen und drittens einen Vorstoß gegebenenfalls als Verfolgung von 300–400 km zur Einnahme von Leningrad, Moskau und der Ukraine. In einem vierten Abschnitt dann die Verfolgung bis endgültigen Linie ober gegebenenfalls bis zum Ural.
Der Operationsentwurf Ost, wie auch die Loßberg-Studie, gingen weitgehend von der aktiven militärischen Teilnahme Finnlands an dem Feldzug aus.

## Beurteilung
Laut Rolf-Dieter Müller entstand mit den ersten Überlegungen für einen Überfall auf die Sowjetunion ein leichtfertiger Optimismus der im Widerspruch zu den Traditionen nüchterner und verantwortungsbewusster Stabsarbeit im deutschen Generalstab stand. Der unerwartet schnelle Sieg über Frankreich habe das Primat des operativen Gedankens beflügelt, man hielt einen Sieg über die UdSSR lediglich für eine Frage des richtigen operativen Ansatzes. Die Unterschätzung des Gegners führte auch dazu, dass beim Rüstungsprogramm B eine umfassende Mobilisierung und Bereitstellung eigener Kräfte unterblieb.
Heinrich Uhlig urteilt, dass Ausgangspunkt jedes Operationsplanes das errechnete Kräfteverhältnis ist und dass alle Feldzugspläne gegen die Sowjetunion auf nur geringer angenommener zahlenmäßigen Überlegenheit der Roten Armee beruhten. Alle gingen davon aus, die auf 8–12 Millionen geschätzten ausgebildeten Reserven der Roten Armee vernachlässigen zu können, da sie fest mit dem Gelingen des Blitzkrieges rechneten. Diese Realitätsblindheit sei die einzige Erklärung, warum so viele intelligente und erfahrene Menschen sich an einer solch abenteuerlichen Planung beteiligten. Andreas Hillgruber stimmt Uhligs Urteil ausdrücklich zu.
Tatsächlich verfügte die Sowjetunion über 14 Millionen ausgebildete Reservisten und konnte bis zum 31. Dezember 1941 aus ihnen sowie Resten zerschlagener Einheiten 800 Verbände in Divisionsstärke ins Feld führen und 45 neue Armeen aufstellen. David M. Glantz schätzt dies als einen wesentlichen Grund für das Scheitern der Operation Barbarossa ein.
Für Leo Stern bestand die Abenteuerlichkeit der deutschen Strategie darin, 80 % aller für Angriffsoperationen bestimmten Kräfte bereits in den ersten Wochen und Monaten in den Kampf zu werfen, ohne Reserven zu bilden. Zwar wurde dadurch zeitweilig eine erdrückende Überlegenheit geschaffen, dies wirkte sich jedoch später fatal aus.